# La Groutte
La Groutte ist eine französische Gemeinde mit 119 Einwohnern (Stand: 1. Januar 2022) im Département Cher in der Region Centre-Val de Loire; sie gehört zum Arrondissement Saint-Amand-Montrond und zum Kanton Saint-Amand-Montrond.

## Geographie
La Groutte liegt etwa 50 Kilometer südsüdöstlich von Bourges. Der Cher begrenzt die Gemeinde im Norden und Osten. Umgeben wird La Groutte von den Nachbargemeinden Drevant im Norden und Osten, Ainay-le-Vieil im Süden und Südosten sowie Saint-Georges-de-Poisieux im Süden und Westen.

## Bevölkerungsentwicklung
| 1962                       | 1968 | 1975 | 1982 | 1990 | 1999 | 2006 | 2011 | 2018 |
| -------------------------- | ---- | ---- | ---- | ---- | ---- | ---- | ---- | ---- |
| 163                        | 137  | 97   | 89   | 104  | 103  | 118  | 129  | 126  |
| Quellen: Cassini und INSEE |      |      |      |      |      |      |      |      |

## Sehenswürdigkeiten
- Oppidum von Les Murettes, neolithische Siedlung

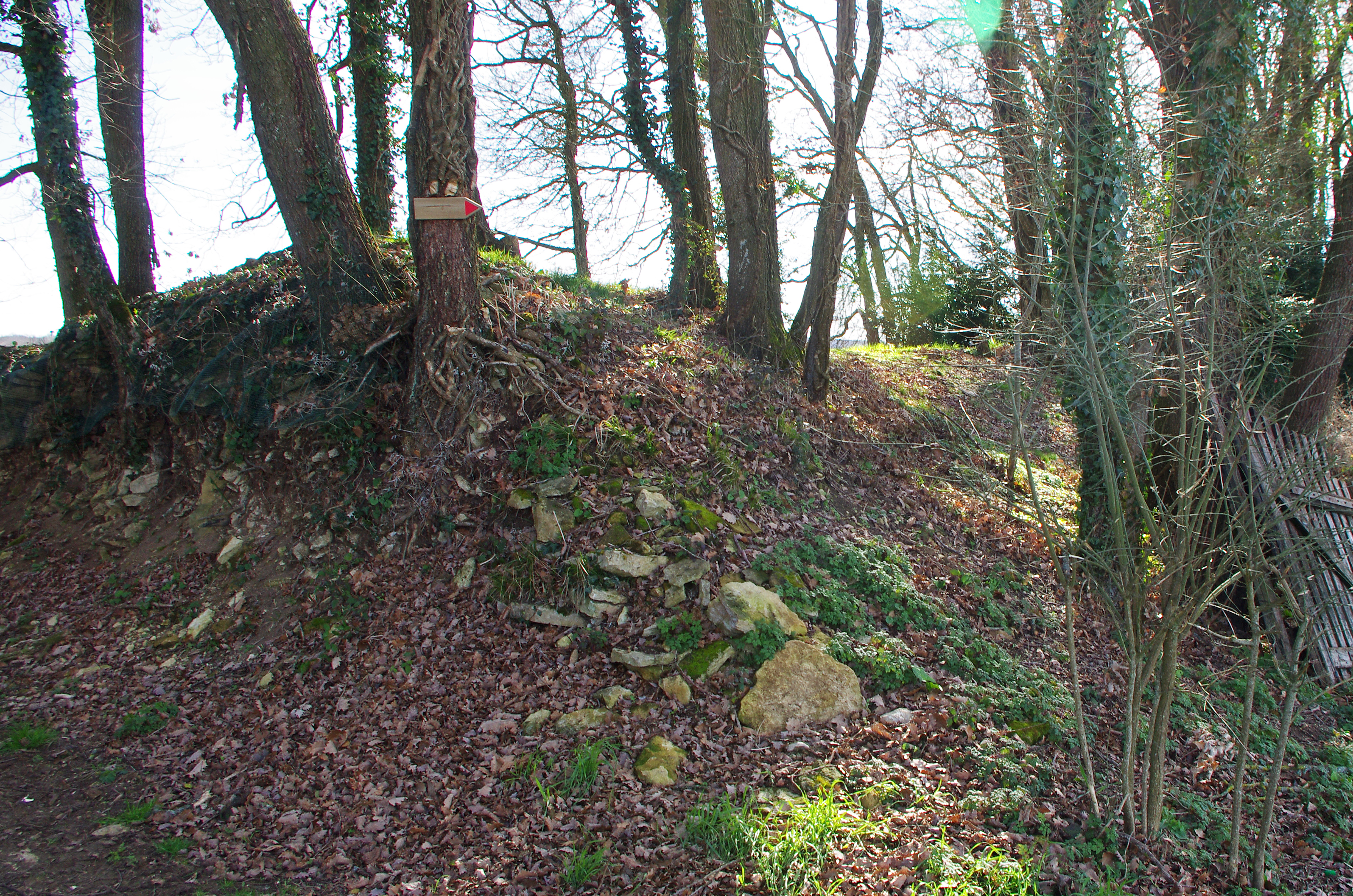
Überreste des Oppidums von Les Murettes